# Harry Pilcer
Harry Pilcer (New York, 29 aprile 1885 – Cannes, 14 gennaio 1961) è stato un attore, danzatore e coreografo statunitense.

## Filmografia

### Attore
- Her Triumph (1915)
- Bouclette, regia di René Hervil e Louis Mercanton (1918)
- Le Dieu du hasard, regia di Henri Pouctal (1920)
- La Femme rêvée, regia di Jean Durand (1929)
- Thank Your Lucky Stars, regia di David Butler (1943)
- Il filo del rasoio (The Razor's Edge), regia di Edmund Goulding (1946)

## Spettacoli teatrali
- The Bad Boy and His Teddy Bears (Broadway, 23 dicembre 1907)
- Hello, Paris (Broadway, 19 agosto 1911)
- Vera Violetta (Broadway, 20 novembre 1911)
- The Honeymoon Express (Broadway, 6 febbraio 1913)
- The Belle of Bond Street (Broadway, 30 marzo 1914)
- Stop! Look! Listen! (Broadway, 25 dicembre 1915)
- Pins and Needles (Broadway, 1º febbraio 1922)